# Medhafushi (Lhaviyani)
Pour les articles homonymes, voir Medhafushi.
Medhafushi est une petite île inhabitée des Maldives.

## Géographie
Medhafushi est située dans le centre des Maldives, au Sud-Ouest de l'atoll Faadhippolhu, dans la subdivision de Lhaviyani. Elle voisine les îles plus grandes de Maafilaafushi et Maakoa (ou Maako).